# Phrynopus tautzorum
Espèce
Statut de conservation UICN

 DD  : Données insuffisantes
Phrynopus tautzorum est une espèce d'amphibiens de la famille des Craugastoridae.

## Répartition
Cette espèce est endémique de la province d'Ambo dans la région de Huánuco au Pérou. Elle se rencontre  dans les environs de Maraypata à environ 3 770 m d'altitude.

## Publication originale
- Lehr & Aguilar, 2003 : A new species of Phrynopus (Amphibia, Anura, Leptodactylidae) from the puna of Maraypata (Departamento de Huanuco, Peru). Zoologische Abhandlungen, Staatliches Museum für Tierkunde in Dresden, vol. 53, p. 87-92.